# Southwold
Southwold este un oraș în comitatul Suffolk, regiunea East, Anglia. Orașul se află în districtul Waveney. 